# Orellanin
Orellanin ist ein in einigen Schleierlingen (Pilze) vorkommendes Nephrotoxin (Nierengift) mit einer ungewöhnlichen Bipyridin-Struktur. Es gehört zu den heterocyclischen Verbindungen und zu den Phenolen.

## Geschichte
Im Jahr 1952 ereignete sich in Polen eine kleinere Vergiftungs-Epidemie, die 102 Personen betraf, von denen 11 starben. Es wurde entdeckt, dass alle Betroffenen Pilze der Spezies Cortinarius orellanus verzehrt hatten, die bis dahin als essbar galten. Der polnische Wissenschaftler Grzymala erstellte daraufhin den ersten systematischen Bericht über Vergiftungen durch Cortinarius orellanus in den Jahren von 1953 bis 1962. Dabei listete er 136 Fälle mit 25 Toten. Grzymala isolierte das Toxin aus dem Pilz und nannte es folgerichtig Orellanin. Der Stoff wirkte ebenso toxisch auf Tiere wie auf Menschen; die betroffenen Organe waren in allen Fällen die Nieren. 1972 und 1981 erwiesen sich auch andere Cortinarius-Arten (C. speciosissimus, C. splendens) als giftig mit einer Gesamtzahl von 240 Betroffenen.

## Vorkommen
Orellanin kommt in einigen Pilzen aus der Gattung Cortinarius (Schleierlinge) vor, zum Beispiel im Orangefuchsigen Raukopf (Cortinarius orellanus) und im Spitzgebuckelten Raukopf (C. rubellus).

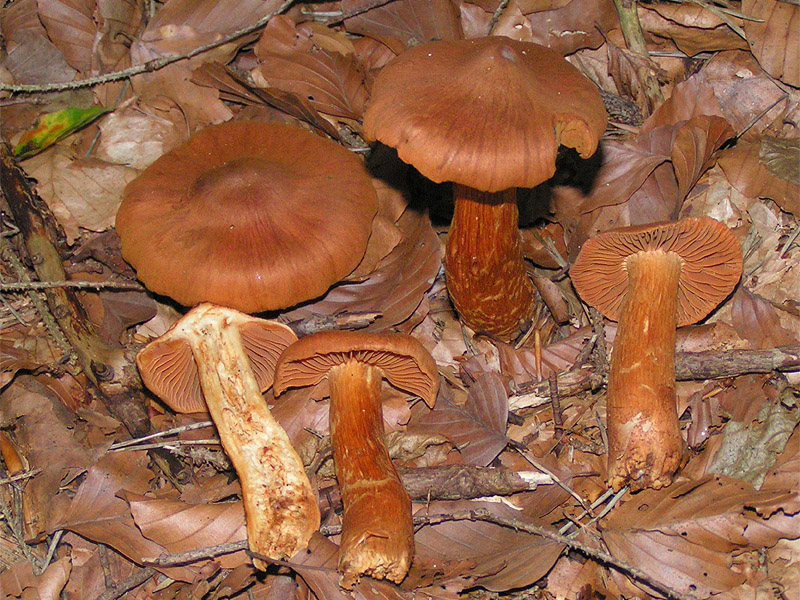
Spitzgebuckelter Raukopf (Cortinarius rubellus) – enthält Orellanindiglucosid

Nach Untersuchungen aus dem Jahr 2003 liegt es in den Fruchtkörpern des Spitzgebuckelten Raukopfes als Orellanindiglucosid vor und wird erst im Magen in Orellanin umgewandelt.

## Eigenschaften
Das farblose, dunkelblau fluoreszierende Pilzgift mit der Summenformel C10H8O6N2 ist bis etwa 150 °C stabil und beginnt sich danach in Orellinin und das ungiftige, gelbe Orellin und Sauerstoff umzuwandeln. Ab 267 °C erfolgt teils explosionsartige Zersetzung. Die Zersetzung kann auch durch Ultraviolettstrahlung erfolgen. In Wasser und unpolaren organischen Lösungsmitteln ist Orellanin unlöslich, löst sich jedoch gut in Dimethylsulfoxid, Methanol, Pyridin und Trifluoressigsäure. Orellin ist durch die Anwesenheit der Hydroxygruppen und Stickstoffatome ein amphoterer Stoff, der auch komplexbildende Eigenschaften aufweist.

## Giftwirkung
Bei Katzen und Meerschweinchen wurden LD50-Werte von 4,9 bis 8,3 mg·kg−1 ermittelt, bei Mäusen je nach Quelle LD50 (oral) zwischen 9 und 90 mg·kg−1. Die Wirkung des Giftes beruht auf der Hemmung der alkalischen Phosphatase sowie der Synthese von Proteinen, der RNA und DNA. Orellanin wirkt vor allem stark toxisch auf die Nieren. Die ersten Symptome des Orellanus-Syndroms sind Durst, Nierenschmerzen, Versiegen der Urinproduktion und Kopfschmerzen. Die Vergiftungssymptome erscheinen erst nach einer Latenzzeit von 3 bis 14 Tagen. Da die Zersetzung durch Erhitzen nur sehr langsam verläuft, wird das Orellanin durch Kochen der Pilze nicht zerstört.

## Nachweis
Der Nachweis von Orellanin nach Pöder und Moser gelingt mit sehr wenig angefeuchteter Pilzsubstanz, die nach Zugeben von wenigen Tropfen Eisen(III)-chlorid-Lösung sofort die Anwesenheit des Toxins durch eine violette Verfärbung anzeigt.